# United Biscuits
United Biscuits (UB) es una multinacional de la alimentación del Reino Unido. La compañía cotizaba en la Bolsa de Londres y llegó a formar parte del índice FTSE 100 hasta 2000, y en diciembre de 2006 fue adquirida por un consorcio formado por Blackstone Group y PAI Partners. En 2014 fue vendida al grupo turco Yildiz Holding.
UB es responsable de la fabricación de las galletas BN, McVitie's, KP Nuts y Hula Hoops, las patatas a la inglesa The Real McCoy's, y los aperitivos Phileas Fogg, galletas Jacob's, y Twiglets.

## Historia
United Biscuits se formó en 1948, de la fusión entre McVitie & Price y Lang MacFarlane. En 1972, adquirió Carr's of Carlisle, fabricantes de unas exitosas galletas del mismo nombre. Entre 1977 y 1989 amplió sus posesiones con la cadena de restaurantes de comida rápida Wimpy Bar y la empresa de alimentos refrigerados Ross Young. UB intentó penetrar en el mercado estadounidense, adquiriendo la empresa Keebler Company que cerró poco más tarde, para volver a intentarlo con Terry's of York, con la que tampoco logró buenos resultados y acabó vendiendo a Kraft Jacobs Suchard.

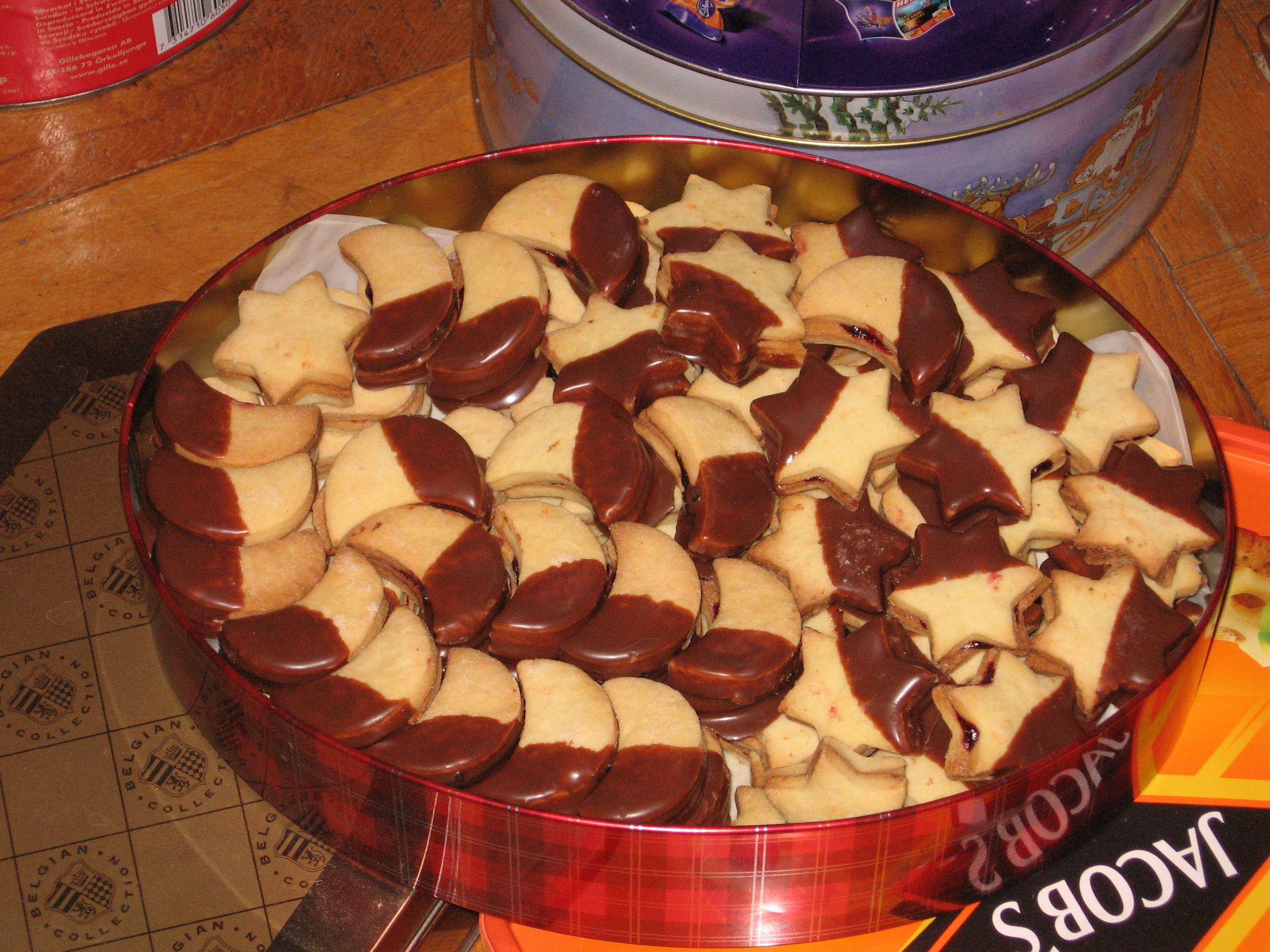
Una caja de pastas Jacobs, una de las marcas producidas por UB.

En mayo de 2000, UB fue adquirida por Finalrealm, un consorcio de inversores financieros liderado por Philip Morris Companies que también adquirió Nabisco. En el marco de esta operación, UB se hizo cargo de las empresas europeas de Nabisco. En 2002 UB acometió un plan de reestructuración en el sur de Europa que contemplaba la eliminación de varias marcas y el cierre de varias factorías, entre las que se encontraba la española Galletas Fontaneda, una de las más importantes del mercado español. Tras una serie de movilizaciones y la intervención de la Junta de Castilla y León, UB vendió la fábrica de Fontaneda y continuó fabricando la marca en otras factorías.
Con el fin de concentrarse en el sector de las galletas, la compañía vendió Bluecrest Young en 2001, y en 2004 adquirió al Grupo Danone Jacob's Biscuit Group, por 240 millones de libras esterlinas.
En julio de 2006, UB vendió todos sus negocios del sur de Europa, incluida Nabisco y todas sus marcas registradas, al grupo Kraft Foods, que se convirtió así en el líder del sector en España y Portugal.
En octubre de 2006 la empresa fue comprada por un consorcio formado por Blackstone Group y PAI Partners. El acuerdo se completó en diciembre de 2006. En 2014, fue adquirida por el consorcio turco Yildiz Holding.

## Influencia
El núcleo del negocio de UB se encuentra en el Reino Unido, donde produce galletas, patatas fritas y otros aperitivos comercializados bajo varias marcas que incluyen: galletas McVitie's, KP Nuts, Hula Hoops, patatas fritas McCoy, snacks Phileas Fogg, galletas Jacob's y Twiglets.
La empresa fabrica en varios países de Europa, como Países Bajos, Francia y Bélgica. La sede de la compañía está en Hayes, Middlesex, y su principal centro de distribución en Reino Unido se encuentra en Ashby-de-la-Zouch, donde también tiene una fábrica de Snacks PK.